# Miss Brasil Beleza Internacional 1993
Miss Brasil Beleza Internacional 1993 foi a 9ª edição de realização de um concurso específico para a eleição da mais bela brasileira em busca do título de Miss Beleza Internacional. Foi o 32º ano de participação do Brasil no certame internacional e a primeira e única realização do concurso sob a parceria de Paulo Max e Danilo D'Ávila (atual coordenador do concurso Miss Brasil Globo) com a coordenação de Moacir Benvenutti. A competição realizou-se no Teatro do Centro Integrado de Cultura de Florianópolis, Santa Catarina no 31 de julho com a presença de vinte e sete (27) candidatas representando os 26 Estados e o Distrito Federal do Brasil. Transmitido ao vivo pelo canal CNT, as candidatas ao título visitaram ainda as cidades de Blumenau, Brusque, Criciúma, Gravatal, Laguna e Penha.

## Resultados

### Colocações
| Posição                 | Estado e Candidata |
| Vencedora               | - Minas Gerais - Tatiana Alves |
| 2º. Lugar               | - Sergipe - Sábata Andrade |
| 3º. Lugar               | - Rio Grande do Sul - Alessandra Bonotto |
| 4º. Lugar               | - Paraná - Mônica Guimarães |
| 5º. Lugar               | - Bahia - Roselane Silva |
| (TOP 12) Semifinalistas | - Amapá - Áurea Bessa - Espírito Santo - Alessandra Kunzendorff - Mato Grosso do Sul - Vanessa Corrêa - Rio de Janeiro - Andréa Caetano - Rio Grande do Norte - Sueli Rodrigues - Rondônia - Adriana Calazans - Santa Catarina - Fabiane Baumann |

### Prêmios especiais
Foram distribuídos os seguintes prêmios especiais deste ano:
| Prêmio               | Estado e Candidata                      |
| Miss Simpatia        | - Rondônia - Adriana Calazans           |
| Miss Fotogenia       | - Rondônia - Adriana Calazans           |
| Miss Elegância       | - Rio Grande do Norte - Sueli Rodrigues |
| Melhor Traje de Gala | - Minas Gerais - Tatiana Alves          |
| Melhor Traje Típico  | - Santa Catarina - Fabiane Baumann      |

## Candidatas
Disputaram o título este ano:
| - Acre - Janine Vieira Gomes - Alagoas - Monike Lisboa - Amapá - Áurea Climene Bessa Nunes - Amazonas - Carla Christine de Aguiar Corrêa Aragão - Bahia - Roselane Ribeiro Silva - Ceará - Natália Guberev - Distrito Federal - Lírian Souza Soares - Espírito Santo - Alessandra Kunzendorff - Goiás - Valéria Barbosa de Souza - Maranhão - Fabiana Mendes - Mato Grosso - Leila Maria Vicente - Mato Grosso do Sul - Vanessa Corrêa do Carmo - Minas Gerais - Tatiana Alves - Pará - Mirela Araújo Pereira | - Paraíba - Jan Deirrer Santos - Paraná - Mônica Regina Guimarães Ferreira - Pernambuco - Tatiana Amaral Carneiro da Cunha - Piauí - Janyce Ibiapina Barros Alves - Rio de Janeiro - Andréa Caetano do Couto - Rio Grande do Norte - Sueli Rodrigues Batista - Rio Grande do Sul - Alessandra Santiago Bonotto - Rondônia - Adriana Calazans - Roraima - Régia Aparecida de Souza Cruz e Silva - Santa Catarina - Fabiane Baumann - São Paulo - Adriana Brysiuk - Sergipe - Sábata Manuela Souza de Andrade - Tocantins - Andréa Alves Soares |